# Wojcieck Halejak
Wojcieck Halejak (né le 27 juin 1983) est un coureur cycliste polonais.

## Palmarès
- 2008
  - 3e du Szlakiem Walk Majora Hubala